# Zwols oproer
Het Zwols oproer was een treffen tussen de katholieke en protestantse inwoners van Zwolle op 15 en 16 juni 1580 tijdens de Tachtigjarige Oorlog. De calvinistische troepen stonden onder leiding van Lubert Ulger, Eggerik Ripperda en Robert van Ittersum. De katholieken werden verslagen, waardoor Zwolle in het Staatse kamp bleef.

## Voorgeschiedenis
Op 23 januari 1579 sloten enkele opstandige gewesten de Unie van Utrecht die bedoeld was als militair verbond tegen de oprukkende Spaanse troepen. Daarna sloten zich steeds meer steden en gewesten erbij aan. Maar de Overijsselse steden bleven in het midden; de overwegend katholieke Staten van Overijssel deden in het eerste begin niet mee aan de Unie, die zij in 1579 op een Landdag verworpen. Toen de stadhouder van Friesland, Groningen, Drenthe en Overijssel - George van Lalaing, graaf van Rennenberg - op 3 maart 1580 overliep naar Spanje, vreesde men aan Staatse zijde dat heel Overijssel hem zou volgen. Willem van Oranje stuurde daarop geuzentroepen om heel Overijssel te bezetten, en op een Landdag te Kampen op 6 maart 1580 werden de Overijsselse Staten alsnog gedwongen de Unie van Utrecht te aanvaarden.
In Zwolle waren 's stads schepenen, raad en burgers nog overwegend katholiek, terwijl de burgerwachters en meentelieden calvinistisch waren. Dit zorgde voor veel wrevel, zeker toen de hoplieden van de burgerwacht gebruik gingen maken van hun macht. De hervormdgezinde raad besloot op 13 mei dat de dominicanen de stad moesten verlaten en hun goederen achterlaten. De pastoors, die geliefd waren bij de katholieken, vertrokken terstond naar Nijmegen en Kalkar, terwijl hen nog namens het stadsbestuur 50 goudguldens werden gegeven om in hun onderhoud te voorzien. De onvrede nam toe, en zogenaamde Malcontenten (ontevreden katholieken) eisten op 15 juni een baantje in de door gereformeerden bezette raad van de stad. Op die woensdagmorgen omstreeks acht uur liep een hervormde over de Grote Markt, waar hij vier katholieken tegenkwam; er ontstond ruzie, de katholieken dreigden met een mes, en 4 of 5 gereformeerden kwamen hun geloofsgenoot te hulp. Beide partijen pakten de wapens op.

## Het oproer
Lubert Ulger, de belangrijkste hopman in de stad, bracht zijn vendel in gereedheid en werd versterkt door soldaten onder leiding van Eggerik Ripperda (drost van Salland) en Robert van Ittersum (rentmeester van Salland); samen hadden zij 150 mensen onder de wapenen. De staatsen maakten zich meester van twee kleine stukken veldgeschut, bezetten de Grote Markt, de Sint Michaëlskerk, de Kamperpoort en de Roode Toren. Ze wierpen barricaden op in de Roggestraat. De katholieken stelden zich op in de Diezerstraat en de Smeden. Er was reeds een vuurgevecht gaande tussen Diezerstraat en Grote Markt. Aldus hebben ze een "wonder getuymel mit einanderen wes in der nacht gehadt"; de eerste dag bleef de strijd onbeslist.

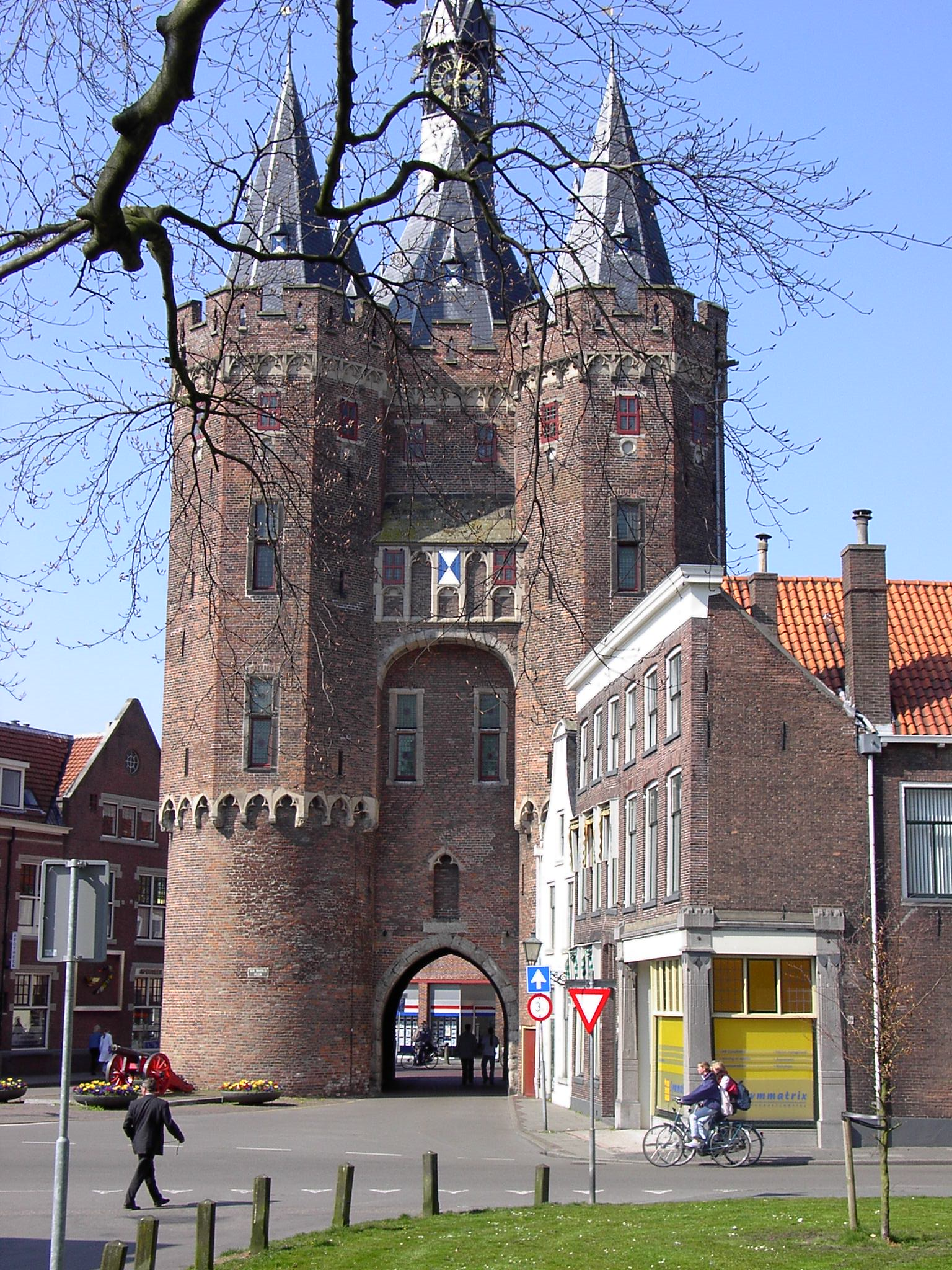
De Sassenpoort

Burgemeester Derk Bastert probeerde de volgende dag beide partijen te verzoenen, maar een andere -malcontente- burgemeester duwde Bastert van het paard en reed de Sassenpoort uit om de ontevreden boeren van Mastenbroek op te jutten tegen de staatsen. Die boeren waren boos over de hoge belasting die zij voor de staatse huursoldaten moeten ophoesten, maar hielden zich op het laatste ogenblik toch afzijdig. De staatse troepen verloren de Diezerpoort aan de katholieken. Er waren reeds boden uitgezonden door de hervormden om hulp te vragen uit Kampen en Deventer; vanuit Kampen werd Holland gewaarschuwd. Langs de gebruikelijke weg gelukte het de 60 krijgsknechten van het Kampense vendel niet om in Zwolle te geraken; onderweg werden ze door woedende boeren teruggedreven. Toen trokken de Kampenaren langs de Gelderse zijde van de IJssel en staken haar over bij Oldeneel en kwamen voor de Sassenpoort, die echter gesloten was. Enkele soldaten slaagden erin om achter het huis van Johan van Haerst over de stadsmuur te klimmen, die daar zeer laag was, en openden de Kamperpoort voor hun strijdmakkers. De katholieken bleven vergeefs op versterking wachten, en de protestanten versloegen hen in een gevecht in de Diezerstraat, waarbij slechts weinig slachtoffers vielen. Uiteindelijk viel ook de Diezerpoort aan de staatsen. Een twintigtal huizen van katholieken werd geplunderd. Tegen die tijd kwamen de versterkingen uit Deventer: 2 vendelen van samen 300 gewapende burgers, die echter te laat waren voor het gevecht. Er volgde een klopjacht op de katholieke leiders, maar deze waren al ondergedoken of gevlucht. Sommigen van hen vluchtten naar Hardenberg, waar een Spaans leger onder overste Maarten Schenk van Nydeggen gelegerd was; de verslagenen probeerden hem over te halen naar Zwolle op te trekken, maar Schenk had het bevel van landvoogd Parma om Rennenberg te ontzetten, die te Groningen werd belegerd. Bovendien was Zwolle inmiddels versterkt door 2 Hollandse vendelen van bij elkaar 225 manschappen.
In de Sint-Michaëlskerk woedde een beeldenstorm; alle beelden werden stukgeslagen. De magistraat kon weliswaar nog enige kostbaarheden als kazuifels en beelden veiligstellen door ze in het stadhuis onder te brengen, maar voor de oproerlingen bleef er genoeg over om te slopen. De beelden werden van hun voetstukken gegooid, naar de Markt gesleept en op drie brandstapels gegooid. De Vries merkt hierover op:"Ongetwijfeld is er voor 'n kapitaal aan kunstwaarde domweg vernietigd." Temmink schrijft:"Latere geslachten hebben hun afkeuring over dit betreurenswaardige feit uitgesproken, maar men moet niet vergeten, dat de Protestanten in de beeldenvereering, niets anders dan afgoderij zagen en de geesten in dezen eersten tijd al te verhit waren, om de gevolgen van hun vaak onbezonnen daden te kunnen overzien." Het nieuws over dit gebeurde maakten de Mastenbroeker boeren nog kwader dan zij al waren, en de Kamper calvinisten, die in hun overwinningsroes terugkeerden naar hun stad, werden door hen beestachtig afgeslacht; de verminkte lijken van de beeldenstormers werden in de IJssel geworpen, en enkele dagen later zag men deze drijven voor de palen van de brug in Kampen. Door deze daad trokken de calvinisten weer van leer tegen de boeren, wier huizen zij in lichterlaaie zetten. Met veel moeite wisten de Zwolse burgemeesters de gemoederen tot bedaren te brengen.

## Gevolgen
Hoewel zij in de meerderheid waren, hadden de katholieken beschikking over veel minder wapens dan de hervormden. Het uitblijven van versterkingen voor de malcontenten bezegelde hun nederlaag. Maarten Schenk, hoewel hij in Spaanse dienst was en op 17 juni de staatse Filips van Hohenlohe verslagen had in de Slag op de Hardenbergerheide, wilde eerst Groningen ontzetten voordat hij Zwolle zou innemen; de Vries noemt dit een 'strategische fout'. Groningen werd op 18 juni inderdaad ontzet, maar dit had de staatse Zwollenaren de tijd gegeven om zich verder te versterken, en Schenk verloor niet alleen zijn slagkracht, maar ook het jaargetijde zou in zijn nadeel werken. Toen hij in oktober weer voor Zwolle verscheen, bleek de stad onneembaar. De rest van de Tachtigjarige Oorlog bleef Zwolle aan staatse zijde, hoewel de bevolking nog lange tijd overwegend katholiek bleef. De calvinistische predikanten propageerden voor Willem van Oranje, maar hadden daarbij geen succes zolang Lubert Ulger nog een rol speelde; hij wilde onder meer de boerderijen van de (katholieke) plattelanders afbranden om zo een door hem bedachte versie van de tactiek van de verschroeide aarde te bewerkstelligen. Pas later zou Zwolle een protestantse meerderheid krijgen.
1524: Beleg van Zwolle · 
1580: Zwols oproer · 
1606: Slag bij de Berkumerbrug